# تراموا خنت
تراموا خنت (هلندی: de Gentse tram) سیستم تراموا در شهر خنت، بلژیک است.
این تراموا که در سال ۱۸۷۴ تأسیس شده دارای ۳ خط و ۲۸ کیلومتر طول می‌باشد.

## نگارخانه

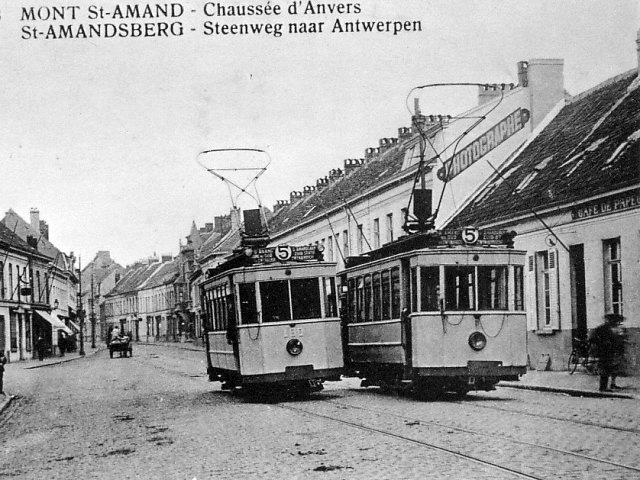
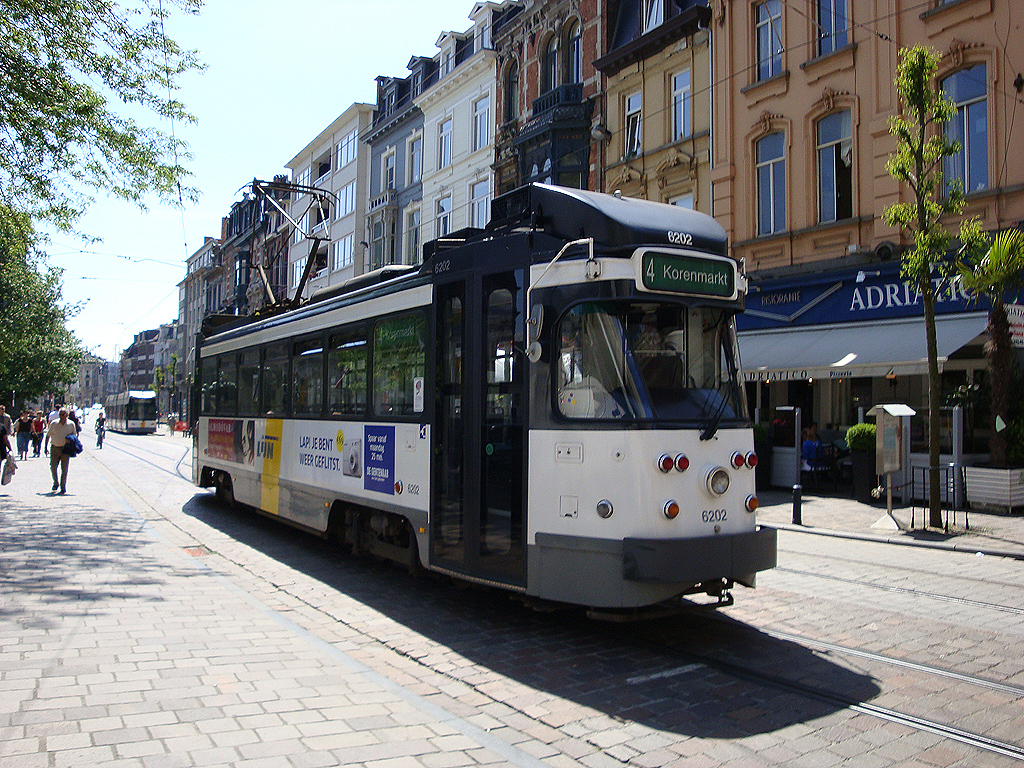
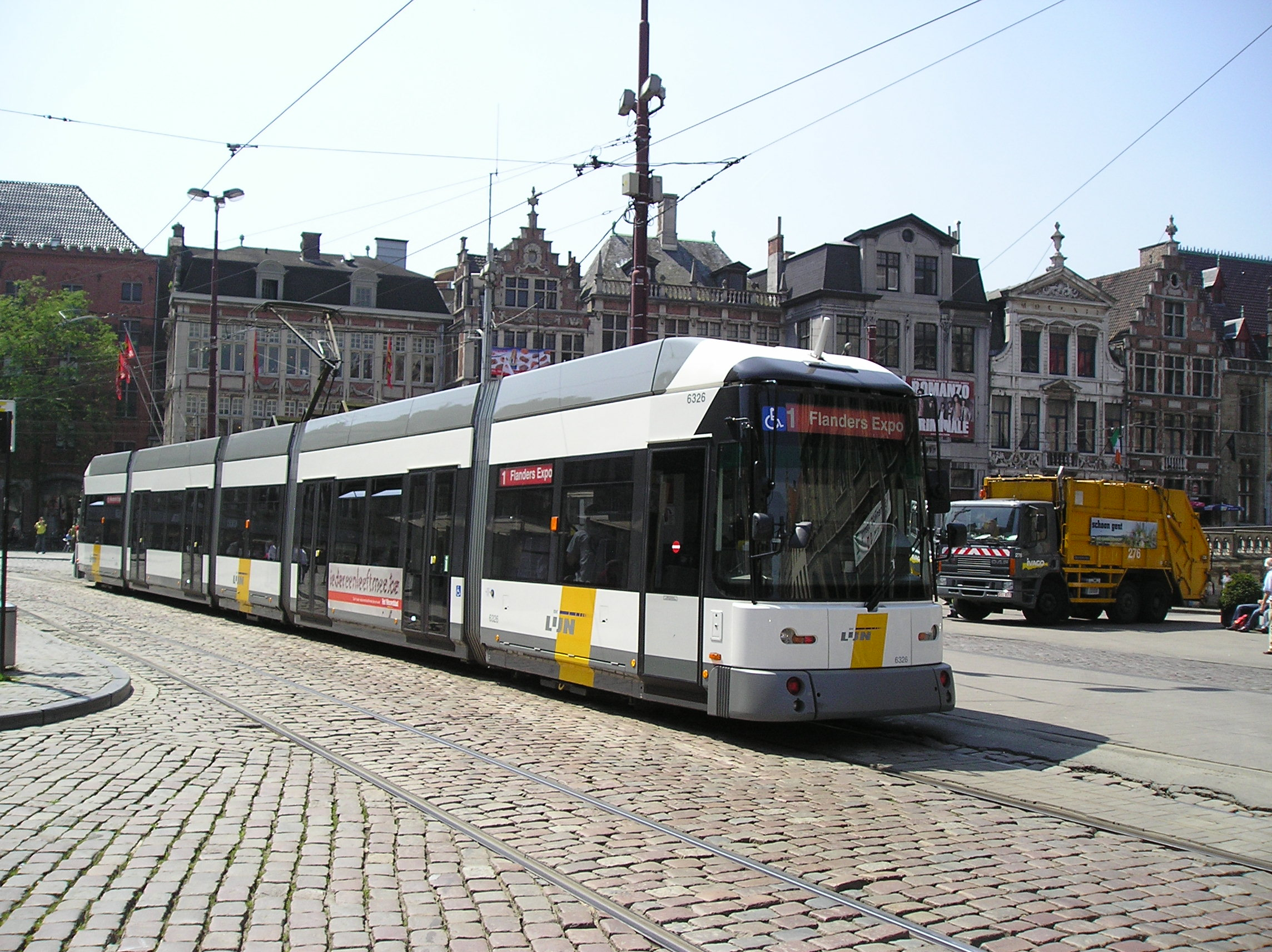
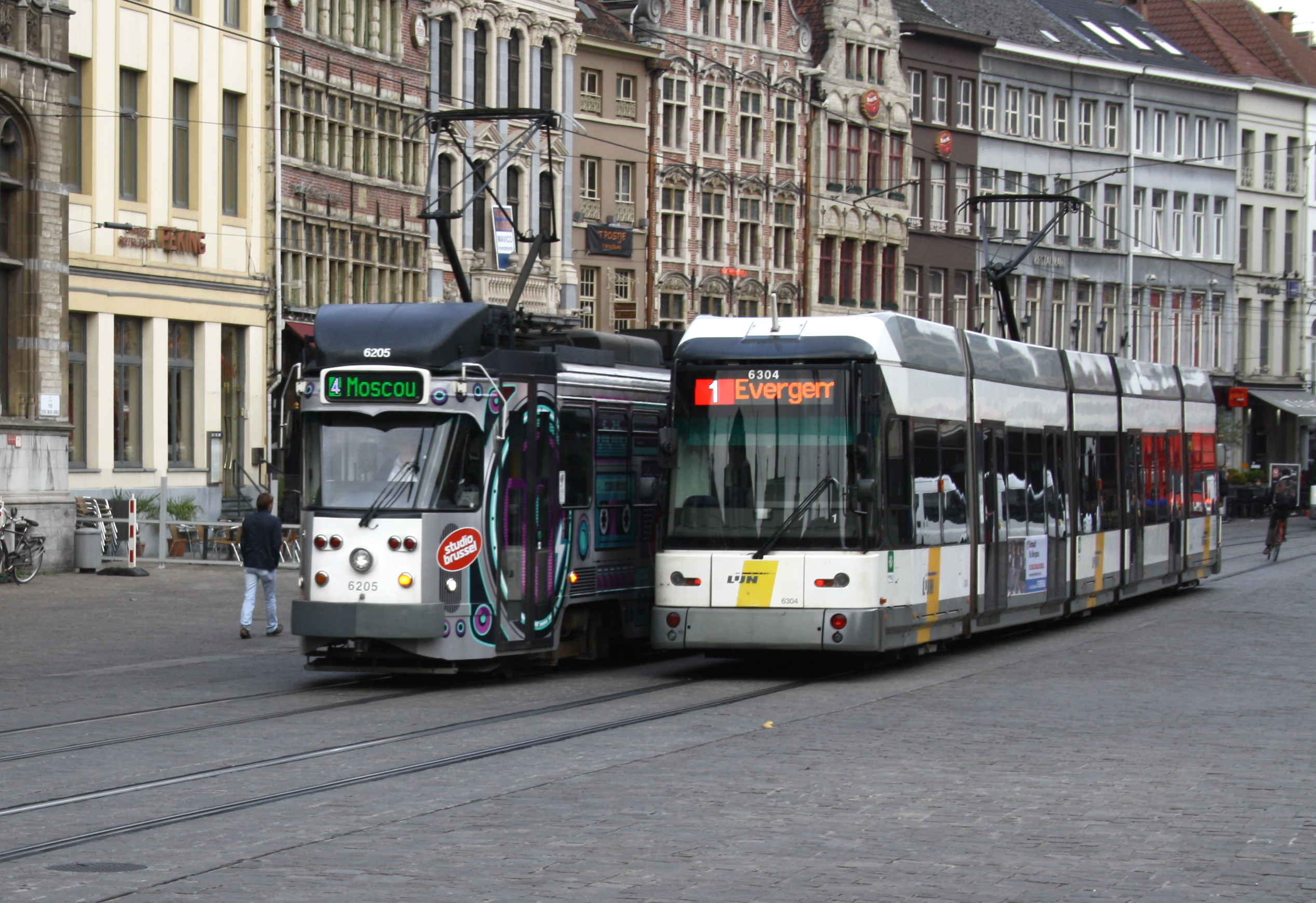